# Sally Zack
Sarah M. "Sally" Zack-Endestad (nascida em 1 de novembro de 1962) é uma ex-ciclista olímpica estadunidense. Representou sua nação nos Jogos Olímpicos de Verão de 1988 e 1922, ambos na prova de corrida individual em estrada.